# Liste von Persönlichkeiten der Stadt Lüttich
Die folgende Liste enthält die in Lüttich geborenen sowie zeitweise lebenden Persönlichkeiten, chronologisch aufgelistet nach dem Geburtsjahr. Die Liste erhebt keinen Anspruch auf Vollständigkeit.

## In Lüttich geborene Persönlichkeiten

### Bis 1800
- Alger von Lüttich (1060–1131), Schriftsteller
- Wilhelm von Saint-Thierry (1075/80–1148), Kirchenschriftsteller
- Lambert de Legia (* um 1150 Lüttich, † Ende 12. Jahrhundert), Benediktiner und Hagiograph
- Jacques de Hemricourt (1333–1403), Schriftsteller
- Jean d’Outremeuse (1338–1400), Kleriker
- Lambert Lombard (1505–1566), Renaissance-Maler und -Architekt sowie Humanist
- Johannes Mangon (1525–1578), Succentor, Komponist und Stiftskapellmeister
- Theodor de Bry (1528–1598), Goldschmied, Kupferstecher und Verleger
- Daniel Sudermann (1550–1631), Schriftsteller
- Léonard de Hodémont (1575–1639), Komponist
- Mathieu Rosmarin (1575–1647), Komponist
- Erasmus Quellinus I. (1584–1640), Bildhauer
- Louis De Geer (1587–1652), Kaufmann und Industrieller
- Gilles Hayne (1590–1650), Komponist
- Gérard Douffet (1594–1660), Maler
- François Blondel (1613–1703), Bade- und Kurarzt
- Lambert Pietkin (1613–1696), Komponist und Organist
- Bertholet Flémal (1614–1675), Maler
- Gerard de Lairesse (1640/41–1711), Maler, Radierer und Mezzotintostecher
- Carl Rosier (1640–1725), Komponist und Violinist
- Ferdinand de Marsin (1656–1706), General, Marschall von Frankreich und Diplomat
- Jean-Noël Hamal (1709–1778), Komponist
- André-Joseph Blavier (1713–1782), Komponist und Kapellmeister
- Gilles Demarteau (1722–1776), Kupferstecher, Radierer und Kunstverleger
- Florimond Claude von Mercy-Argenteau (1727–1794), Diplomat
- Léonard Defrance (1735–1805), Maler
- Nicolas-Joseph Chartrain (≈1740–1793), Geiger und Komponist
- André-Ernest-Modeste Grétry (1741–1813), Komponist
- Hubert Sarton (1748–1828), Uhrmacher
- Dieudonné-Pascal Pieltain (1754–1833), Komponist und Violinist
- Antoine-Frédéric Gresnick (1755–1799), Komponist
- Jean-Jacques Dony (1759–1819), Chemiker und Erfinder
- Marie-Lambertine Coclers (1761–nach 1815), Radiererin
- Peter Martin Pirquet von Cesenatico (1781–1861), k. k. Feldzeugmeister
- Maria Theresia Haze (1782–1876), Ordensfrau
- Charles-Joseph-Benoît d’Argenteau (1787–1879), Diplomat des Heiligen Stuhls, Erzbischof und Nuntius in München

### 1801 bis 1850
- Noël Joseph Auguste Delfosse (1801–1858), Politiker
- Eugène Bidaut (1808–1868), Bergbauingenieur
- André Hubert Dumont (1809–1857), Geologe
- Lambert Massart (1811–1892), Violinist
- August Adolf Chauvin (1810–1884), Historien- und Genremaler, Direktor der Kunstakademie Lüttich
- Franz von Chauvin (1812–1898), königlich preußischer Generalmajor
- Walthère Frère-Orban (1812–1896), Staatsmann
- Édouard van Marcke (1815–1884), Maler und Lehrer
- Hermann Ariovist von Fürth (1815–1888), Jurist
- Heinrich Denzinger (1819–1883), Theologe
- Hubert Léonard (1819–1890), Violinist und Komponist
- Gustave de Molinari (1819–1912), Ökonom
- Franz Josef Denzinger (1821–1894), Architekt und Kirchenbaumeister
- Jules Helbig (1821–1906), Historienmaler und Restaurator
- César Franck (1822–1890), Komponist und Organist
- Florent Willems (1823–1905), Maler
- Adolphe Samuel (1824–1898), Komponist, Musikkritiker, Musikpädagoge und Dirigent
- Guillaume Jean Gérard Klerck (1825–1884), Offizier und Politiker
- Ernest Charles Auguste Candèze (1827–1898), Mediziner und Entomologe
- Joseph Delboeuf (1831–1896), Philosoph, Mathematiker und Psychologe
- Désiré Heynberg (1831–1898), Geiger, Musikpädagoge und Komponist
- Gustave Léon Pastor (1832–1922), Hütteningenieur und Industrieller
- Draner (Jules Jean Georges Renard) (1833–1926), Zeichner, Karikaturist und Kostümdesigner
- Émile Dupont (1834–1912), Politiker
- Gaston du Bousquet (1839–1910), Ingenieur
- Julius van der Zypen (1842–1907), Ingenieur und Industrieller
- Lucien Louis de Koninck (1844–1921), Chemiker
- Alphonse Hasselmans (1845–1912), Harfenist, Komponist und Pädagoge
- Georges Nagelmackers (1845–1905), Reiseunternehmer
- Adrien De Witte (1850–1935), Maler, Zeichner und Radierer

### 1851 bis 1900
- Friedrich Ferdinand Mattonet (1851–1908), deutscher Geschäftsmann
- Maurice Hagemans (1852–1917), Maler und Aquarellist
- Paul de Favereau (1856–1922), Politiker
- Émile Digneffe (1858–1937), Politiker
- Eugène Ysaÿe (1858–1931), Komponist und Violinist
- Marthe Massin (1860–1931), Malerin
- Maurice Wilmotte (1861–1942), Romanist und Mediävist
- Auguste Donnay (1862–1921), Landschaftsmaler, Plakatkünstler, Radierer und Lithograf
- Armand Rassenfosse (1862–1934), Grafiker, Buchillustrator und Maler
- Maurice Hennequin (1863–1926), Schriftsteller
- Frédéric Alvin (1864–1949), Numismatiker und Bibliothekar
- Blanche Arral (1864–1945), Opernsängerin
- Émile Berchmans (1867–1947), Maler, Illustrator und Plakatkünstler
- Léon Houa (1867–1918), Radrennfahrer
- Joseph Louis Benoit Kemmerich (1868–1933), deutsch-belgischer Bildhauer, Maler und akademischer Zeichenlehrer
- Louis de La Vallée-Poussin (1869–1938), Orientalist
- Joseph-Jean Goulet (1870–1951), Violinist, Dirigent und Musikpädagoge
- Julius Pirson (1870–1959), Romanist
- Robert Protin (1872–1953), Radrennfahrer
- Joseph Jongen (1873–1953), Komponist und Organist
- Charles Van Den Born (1874–1958), Bahnradsportler und Flugpionier
- Gaston Dethier (1875–1958), Organist und Komponist
- Emma Lambotte (1876–1963), Autorin und Kunstkritikerin
- Jean Goulet (1877–1965), kanadischer Geiger, Klarinettist, Dirigent und Musikpädagoge
- Armand Marsick (1877–1959), Violinist, Komponist und Dirigent
- Émile Chaumont (1878–1942), Geiger und Musikpädagoge
- Joseph Lemaire (1882–1966), Versicherungsmanager
- Léon Jongen (1884–1969), Komponist, Pianist und Dirigent
- Joseph Pholien (1884–1968), Politiker
- Édouard Dethier (1885–1962), belgisch-amerikanischer Geiger und Musikpädagoge
- Henri Gagnebin (1886–1977), Komponist
- Jozef Vanderhoven (1888–1949), Ordensgeistlicher, Apostolischer Vikar von Boma
- Georges Anthony (1890–?), Ruderer
- Victor Fastre (1890–1914), Radrennfahrer
- Jacques Breuer (1892–1971), Archäologe
- Cassian Lohest (1894–1951), Politiker
- Louis Williquet (1894–1937), Gewichtheber
- Marcel-Louis Baugniet (1896–1995), Künstler und Designer der belgischen Avantgarde
- Lucien Brouha (1899–1968), Ruderer und Sportphysiologe
- Georges Moens de Fernig (1899–1978), Minister und Manager
- Paul Firket (1899–1942), römisch-katholischer Priester und NS-Opfer
- Victor Denis (1900–??), Ruderer
- Marcel Florkin (1900–1979), Biochemiker und Pionier der vergleichenden Biochemie
- Marcel Roman (1900–1969), Ruderer

### 1901 bis 1925
- Jean Pâques (1901–1974), Musiker
- Edouard Zeckendorf (1901–1983), Amateur-Mathematiker
- Alphonse Cox (1902–1976), Jazzmusiker
- Chas Dolne (1902–1976), Jazzmusiker
- Charles Goulet (1902–1972), kanadischer Sänger, Chorleiter und Musikpädagoge
- Henri Moreau de Melen (1902–1992), Offizier und Politiker
- Georges Poulet (1902–1991), Romanist und Literaturwissenschaftler
- Jean Rey (1902–1983), Politiker
- Jules George (1903–1983), Ruder und Fußballfunktionär
- Georges Simenon (1903–1989), Schriftsteller
- Claire Préaux (1904–1979), Althistorikerin und Hochschullehrerin
- Pierre Wigny (1905–1986), Politiker
- Berta Alves de Sousa (1906–1997), portugiesische Pianistin, Komponistin und Dirigentin
- Madeleine Bourdouxhe (1906–1996), Schriftstellerin
- Alexis Curvers (1906–1992), Schriftsteller
- Ernest Burnelle (1908–1968), Politiker
- Pierre Clerdent (1909–2006), Politiker
- Franz Elbern (1910–2002), Fußballspieler
- Léon Dernier (1912–1969), Automobilrennfahrer
- Pierre Stasse (1912–1971), Automobilrennfahrer
- Arthur Haulot (1913–2005), Journalist, Humanist und Dichter
- Roger Laurent (1913–1997), Automobilrennfahrer
- Bobby Naret (1914–1991), Jazzmusiker und Bandleader
- Hans Delmotte (1917–1945), SS-Arzt
- Louis Eggen (1917–1982), Autorennfahrer
- Emmanuel Soudieux (1919–2006), Jazz-Bassist
- Léon Bataille (1920–2004), Fernseh-Journalist
- Eddy Paape (1920–2012), Comiczeichner
- Kid Dussart (1921–2002), Boxer
- François Perin (1921–2013), Politiker und Universitätsprofessor
- Lise Thiry (1921–2024), Medizinerin
- Léopold Anoul (1922–1990), Fußballspieler
- Albert Weinberg (1922–2011), Comicautor
- Georges Thinès (1923–2016), Psychologe und Schriftsteller
- Jean-Michel Charlier (1924–1989), Comic-Szenarist
- Victor Hubinon (1924–1979), Comiczeichner
- Stéphane Jourat (1924–1995), Schriftsteller
- Jacques Pelzer (1924–1994), Jazz-Saxophonist und Flötist
- Jacques-Gérard Linze (1925–1997), Dichter und Schriftsteller
- Servais-Théodore Pinckaers (1925–2008), Moraltheologe

### 1926 bis 1950
- André Goosse (1926–2019), Romanist und Grammatiker
- Bobby Jaspar (1926–1963), Jazzmusiker
- René Thomas (1927–1975), Jazzgitarrist
- José Bourguignon (1929–1982), Jazz-Schlagzeuger
- Laurent Boulanger (1931–2008), Karambolagespieler und Weltmeister
- Nicolas Broca (1932–1993), Comiczeichner
- Tadeusz Wierucki (1934–2015), Radrennfahrer
- André Bar (1935–2024), Radrennfahrer
- Marcel Detienne (1935–2019), Religionswissenschaftler, Altphilologe, historischer Anthropologe und Kulturkomparatist
- Jean-Maurice Dehousse (1936–2023), Politiker
- Jacques Izoard (1936–2008), Dichter
- René Godenne (1937–2021), Romanist und Literaturwissenschaftler
- Claude Gaier (1938–2021), Historiker
- Violetta Villas (1938–2011), Chanson- und Schlagersängerin
- Alexandre Malempré (1939–2020), Trompeter
- Philippe Monfils (* 1939), Politiker
- Robert Waseige (1939–2019), Fußballspieler und Fußball-Manager
- Jacques Hustin (1940–2009), Sänger und Kunstmaler
- Jacques Brotchi (* 1942), Neurochirurg und Politiker.
- Francis Delpérée (* 1942), Rechtswissenschaftler und Senator
- Noël Godin (* 1945), Autor, Kritiker und Tortenwerfer
- Paul-François Vranken (* 1947), Champagnerhersteller
- Alain Peltier (1948–2005), Autorennfahrer
- Patrick Nève (1949–2017), Automobilrennfahrer
- Steve Houben (* 1950), Jazz-Saxophonist, Komponist und Flötist
- Micheline Pelzer (1950–2014), Jazz-Schlagzeugerin

### 1951 bis 1975
- Jean-Pierre Delville (* 1951), Bischof von Lüttich
- Bernard Foccroulle (* 1953), Komponist, Organist und Opernintendant
- Daniel Ducarme (1954–2010), Politiker
- Pat DuPré (* 1954), Tennisspieler
- Philippe Foerster (* 1954), Comiczeichner
- Hervé Regout (* 1954), Autorennfahrer
- Marc Grosjean (* 1958), Fußballspieler und -trainer
- Philippe Pierlot (* 1958), Gambist und Dirigent
- Didier Reynders (* 1958), Politiker
- Alain Sikorski (1959–2025), Comiczeichner
- Yves Teicher (1962–2022), Geiger
- Didier Stainier (* 1963), Biologe und Entwicklungsgenetiker
- Manuel Hermia (* 1967), Jazzmusiker
- Jean-Michel Saive (* 1969), Tischtennisprofi
- Jacques Stas (* 1969), Basketballspieler und -trainer
- Roland Forthomme (* 1970), belgischer Karambolagespieler
- Philippe Saive (* 1971), Tischtennisspieler
- Eric Deflandre (* 1973), Fußballspieler
- François Jozic (* 1973), Unternehmer
- Patrick Delsemme (1974–2022), Snookerspieler
- Philippe Léonard (* 1974), Fußballspieler
- Marie Gillain (* 1975), Schauspielerin

### 1976 bis 2000
- Gaëtan Englebert (* 1976), Fußballspieler
- Christophe Brandt (* 1977), Radrennfahrer
- Jean-François Gillet (* 1979), Fußballtorhüter
- Dimitri Jorssen (* 1979), Basketballspieler
- Jean-Claude Lebeau (* 1979), Radrennfahrer
- Christophe Grégoire (* 1980), Fußballspieler
- Pascal Mohy (* 1980), Jazzmusiker
- Luigi Pieroni (* 1980), Fußballspieler
- Önder Turacı (* 1981), Fußballspieler
- Justine Henin (* 1982), Tennisspielerin
- François Sterchele (1982–2008), Fußballspieler
- Denis André Dasoul (1983–2017), Fußballspieler
- Axel Hervelle (* 1983), Basketballspieler
- Steve Darcis (* 1984), Tennisspieler
- Guillaume Gillet (* 1984), Fußballspieler
- Logan Bailly (* 1985), Fußballtorhüter
- Jonatan Cerrada (* 1985), Popsänger
- Sarah Schlitz (* 1986), Politikerin
- Déborah François (* 1987), Schauspielerin
- Jonathan Legear (* 1987), Fußballspieler
- Kevin Mirallas (* 1987), Fußballspieler
- Sébastien Pocognoli (* 1987), Fußballspieler
- Mehdi Carcela-González (* 1989), Fußballspieler
- Nacer Chadli (* 1989), Fußballspieler
- Igor Gehenot (* 1989), Jazzmusiker
- Axel Witsel (* 1989), Fußballspieler
- Benjamin Bailly (* 1990), Rennfahrer
- Antoine Demoitié (1990–2016), Radrennfahrer
- David Goffin (* 1990), Tennisspieler
- Faycal Rherras (* 1993), Fußballspieler
- Saša Varga (* 1993), serbisch-belgischer Fußballspieler
- Ysaline Bonaventure (* 1994), Tennisspielerin
- Ibrahima Cissé (* 1994), guineisch-belgischer Fußballspieler
- Jonathan Benteke (* 1995), Fußballspieler
- Julie Allemand (* 1996), Basketballspielerin
- Hugo Cuypers (* 1997), Fußballspieler
- Eléonore Simonet (* 1997), Politikerin
- Gabriella Willems (* 1997), Judoka
- Sami Lahssaini (* 1998), belgisch-marokkanischer Fußballspieler
- Arnaud Bovy (* 2000), Tennisspieler
- Antoine Senard (* 2000), Mittelstreckenläufer
- Nat-Sidi Diallo (* 2000), Basketballspieler
- Arthur Theate (* 2000), Fußballspieler

### Ab 2001
- Gauthier Onclin (* 2001), Tennisspieler
- Nicolas Raskin (* 2001), Fußballspieler
- Adrien Truffert (* 2001), französischer Fußballspieler
- Allan Delferriere (* 2002), Fußballspieler
- Thibaut Bernard (* 2003), Radsportler
- Diego Moreira (* 2004), portugiesisch-belgischer Fußballspieler
- Martin Wasinski (* 2004), Fußballspieler

## Berühmte Einwohner von Lüttich
- Notger von Lüttich († 1008), Bischof von Lüttich (10. Jahrhundert)
- Konrad von Urach (um 1180 – 1227), Domherr der Kathedrale von Lüttich (12. Jahrhundert)
- Engelbert III. von der Mark (1304–1368), Bischof von Lüttich (14. Jahrhundert)
- Wilhelm I. von der Mark (um 1446 – 1483), Regent von Lüttich (15. Jahrhundert)
- Arnold von Tongern (um 1470 – 1540), ab 1535 Domherr in Lüttich, verstarb in Lüttich
- Ernst von Bayern (1554–1612), Fürstbischof von Lüttich (16. Jahrhundert)
- Georgius Macropedius (1487–1558), Schuldirektor (16. Jahrhundert)
- Johannes Sleidanus (1506–1556), Jurist und Diplomat (16. Jahrhundert)
- Guillaume de Berghes (1551–1609), Jurist, Philosoph und Bischof, Domchenant in Lüttich
- Ferdinand von Bayern (1577–1650), Fürstbischof von Lüttich (17. Jahrhundert)
- René François Walther de Sluze (1622–1685), Kanoniker von Lüttich (17. Jahrhundert)
- Philippe-Charles Schmerling (1790–1836), Arzt und Paläontologe
- Étienne Constantin de Gerlache (1785–1871), Rat am Appellationshof in Lüttich (19. Jahrhundert)
- Jean Théodore Lacordaire (1801–1870), Professor an der Universität Lüttich (19. Jahrhundert)
- Jean Louis Joseph Lebeau (1794–1865), Staatsmann und Rechtsanwalt (19. Jahrhundert)
- Laurent-Guillaume de Koninck (1809–1887), Professor an der Universität Lüttich (19. Jahrhundert)
- Eugène Charles Catalan (1814–1894), Professor an der Universität Lüttich (19. Jahrhundert)
- Godefroid Kurth (1847–1916), Professor an der Universität Lüttich (19./20. Jahrhundert)
- Mathieu Crickboom (1871–1947), Professur am Lütticher Konservatorium (20. Jahrhundert)
- Pierre Harmel (1911–2009), Professor an der Universität Lüttich (20. Jahrhundert)
- Henri Pousseur (1929–2009), Leiter des Lütticher Konservatoriums
- Barış Manço (1943–1999), türkischer Musiker, studierte in Lüttich
- Gary Hartstein (* 1955), Arzt, lebt in Lüttich